# Lisa Hofmaninger
Lisa Hofmaninger (* 1991 in Vöcklabruck) ist eine österreichische Jazzmusikerin (Sopransaxophon, Bassklarinette, Komposition).

## Leben
Hofmaninger besuchte das Musikgymnasium in Linz, bevor sie an der Anton Bruckner Privatuniversität Linz Jazz-Saxophon bei Florian Bramböck und Harry Sokal studierte. Während des sich bis 2017 anschließenden Masterstudiums absolvierte sie ein Auslandssemester in Paris.
Bereits während des Studiums war Hofmaninger eine der Holzbläserinnen im Quintett Chufffdrone um Judith Ferstl, für das sie auch komponierte und mit dem sie weltweit auftrat (2019 beim INNtöne Jazzfestival und beim Moers Festival); nach einem gleichnamigen Album (2015) entstanden 2020 für das Wiener Label Jazzwerkstatt mit Actio und Re:actio weitere Alben. Mit Judith Schwarz und Matteo Haitzmann gründete sie das 13-köpfige Bandkollektiv Little Rosies Kindergarten, das bisher zwei Alben veröffentlichte. Im Trio First Gig Never Happened interpretiert sie mit Schwarz und Alexander Fitzthum hauptsächlich Eigenarrangements von Thelonious Monk und Charles Mingus (CD Mingus without Bass, Monk without Hat 2018 bei Alessa Records); auch arbeitete sie mit der Schlagzeugerin Judith Schwarz im Duo.
Seit 2017 gehörte Hofmaninger zu Gina Schwarz’ Projekt Pannonica (Album 2020); dort trat sie auch mit Ingrid Jensen, Sylvie Courvoisier, Karin Hammar, Camila Meza, Angelika Niescier und Julia Hülsmann auf. Daneben ist sie in weiteren Formationen tätig wie dem Quartett Klangzeug Orchester, dem Vienna Improvisers Orchestra, dem OÖ Jugendsinfonieorchester, dem OÖ Jugendjazzorchester und dem Think Bigger Orchestra. Christian Muthspiel holte sie in sein Orjazztra Vienna, mit dem sie 2019 das Internationale Jazzfestival Saalfelden eröffnete. Weiterhin war sie 2014–2015 Kuratorin der Konzertreihe „TVÅ“ in Wien.

## Preise und Auszeichnungen
Hofmainger war 2011 Preisträgerin der Marianne Mendt Jazznachwuchsförderung; 2013 wurde sie mit „chuffDRONE“ mit dem Bawag P.S.K. Next Generation Jazz Award ausgezeichnet. Für die Saison 2018/19 erhielt sie den Förderpreis The New Austrian Sound of Music mit dem Trio „First Gig Never Happened“ und für die Saison 2020/2021 mit dem Duo Hofmaninger/Schwarz.